# Kar

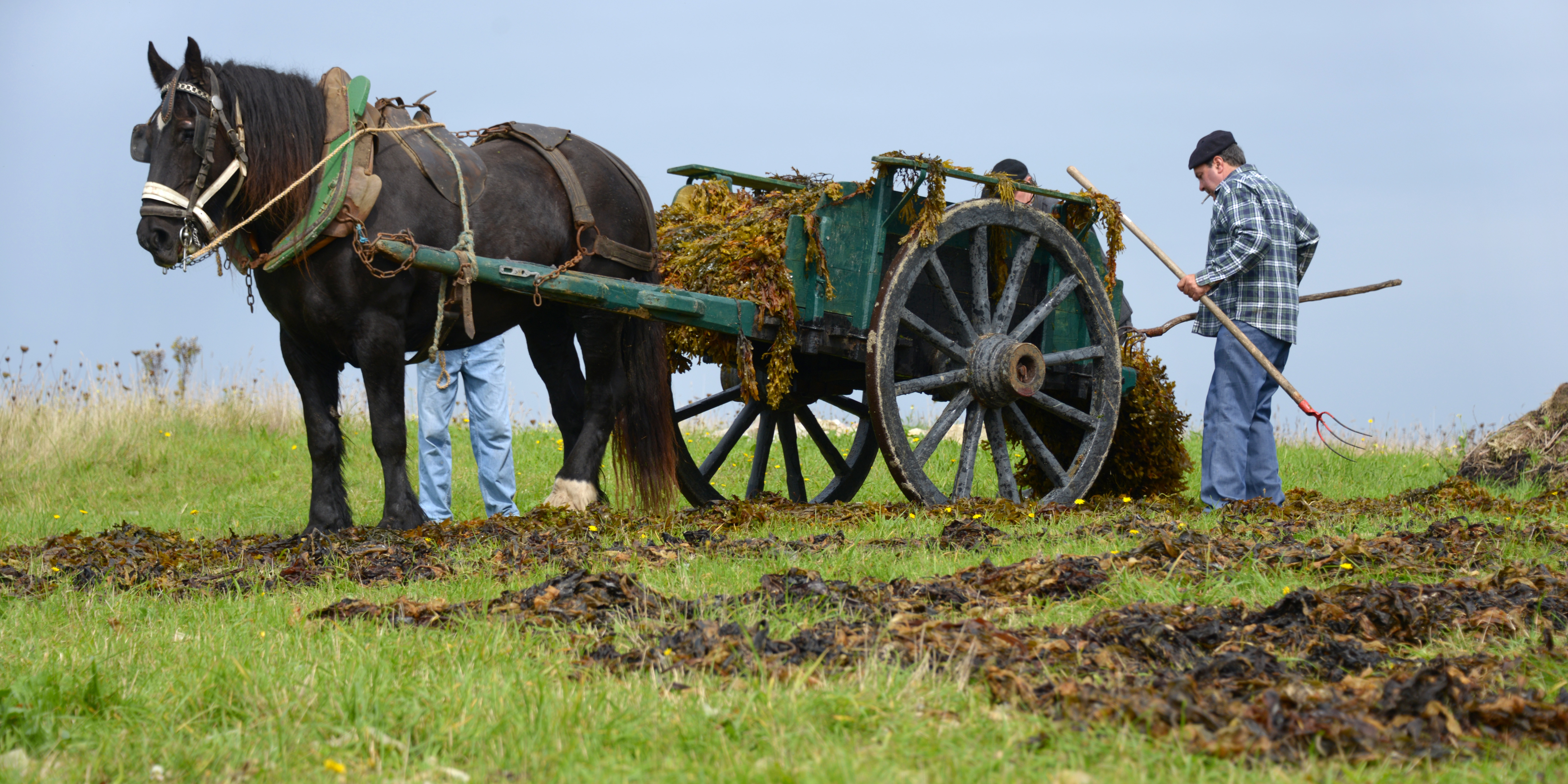
Paardenkar in Frankrijk

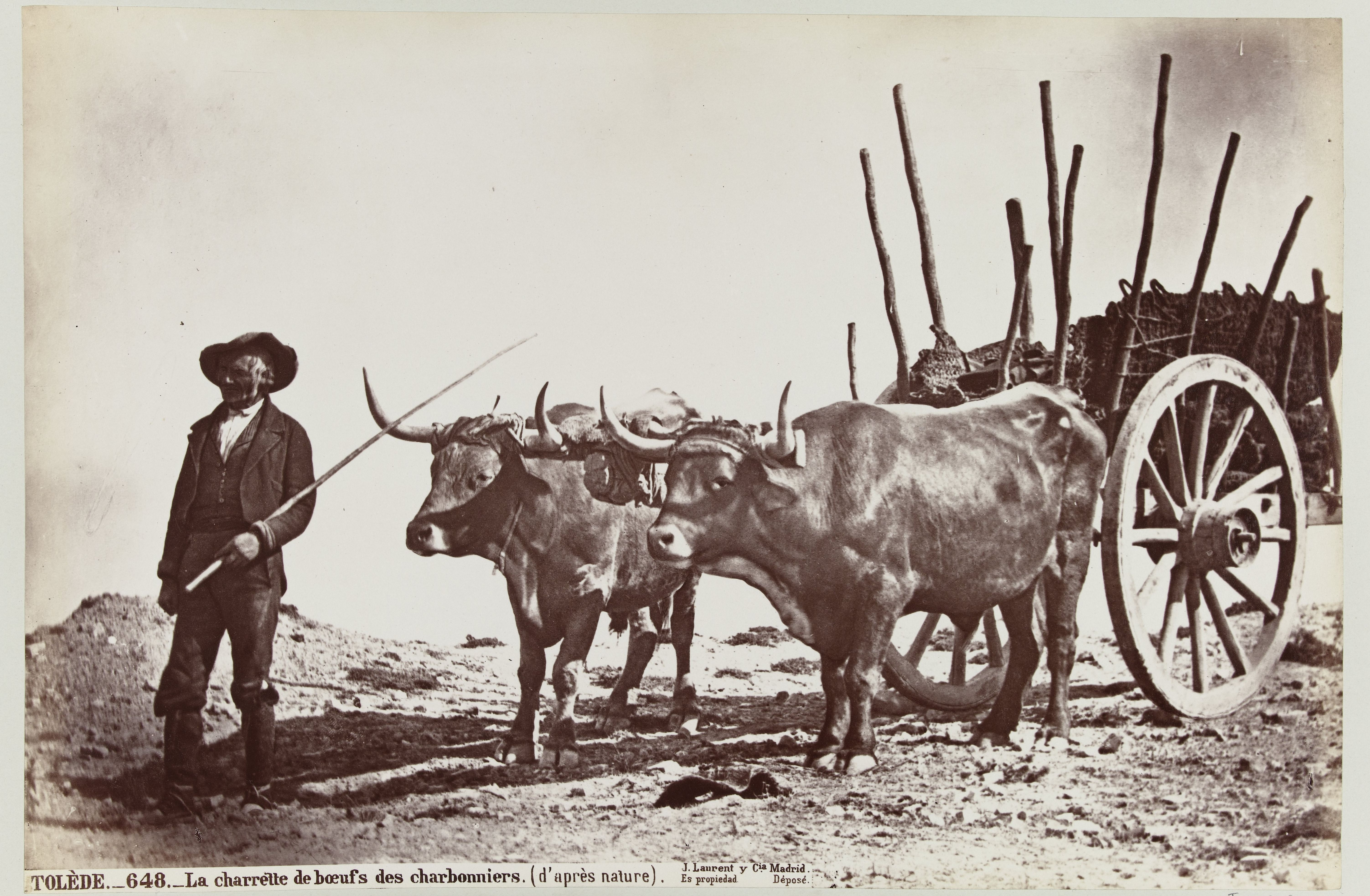
Ossenkar in Spanje

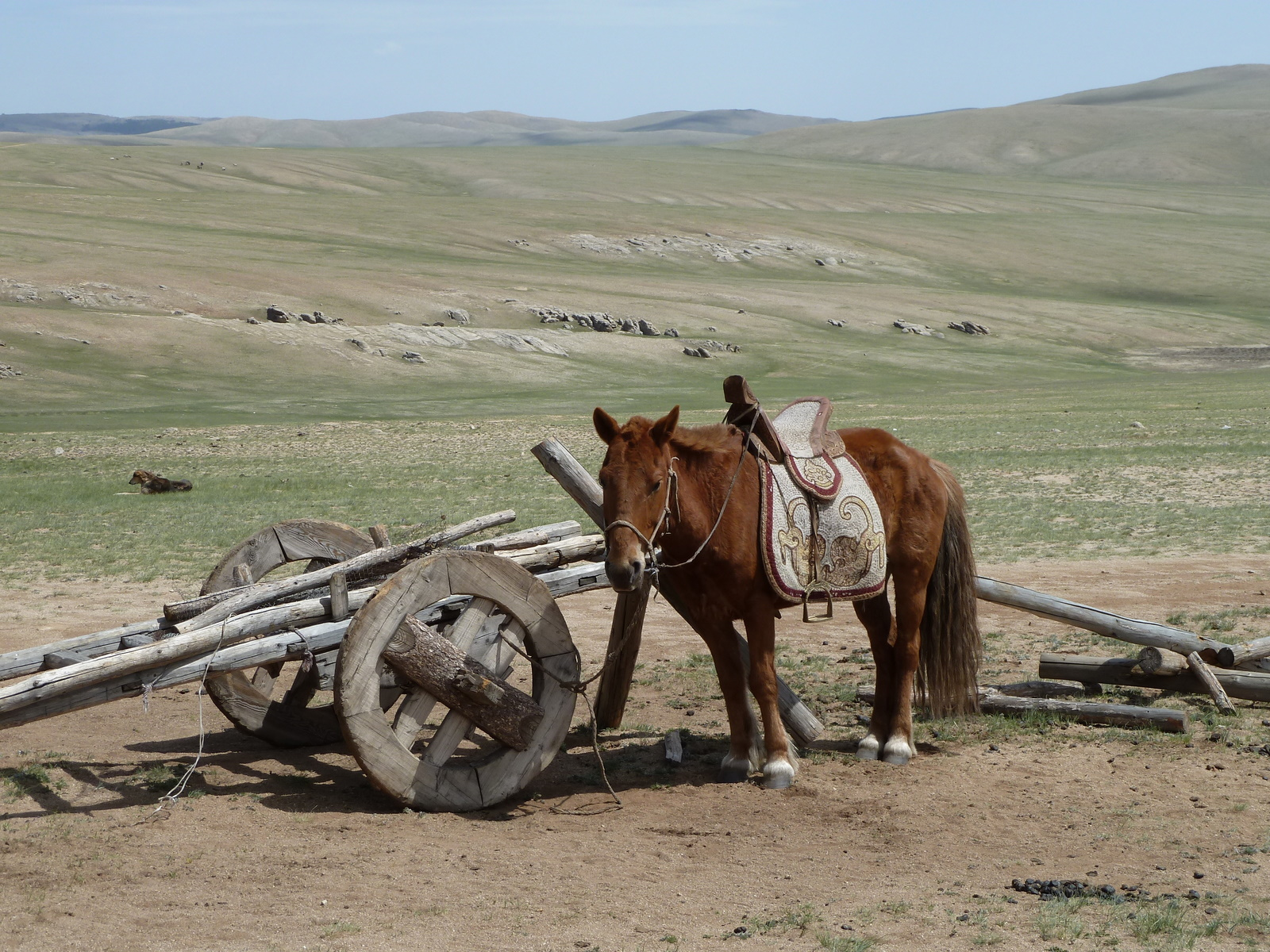
Kar van Mongoolse nomaden

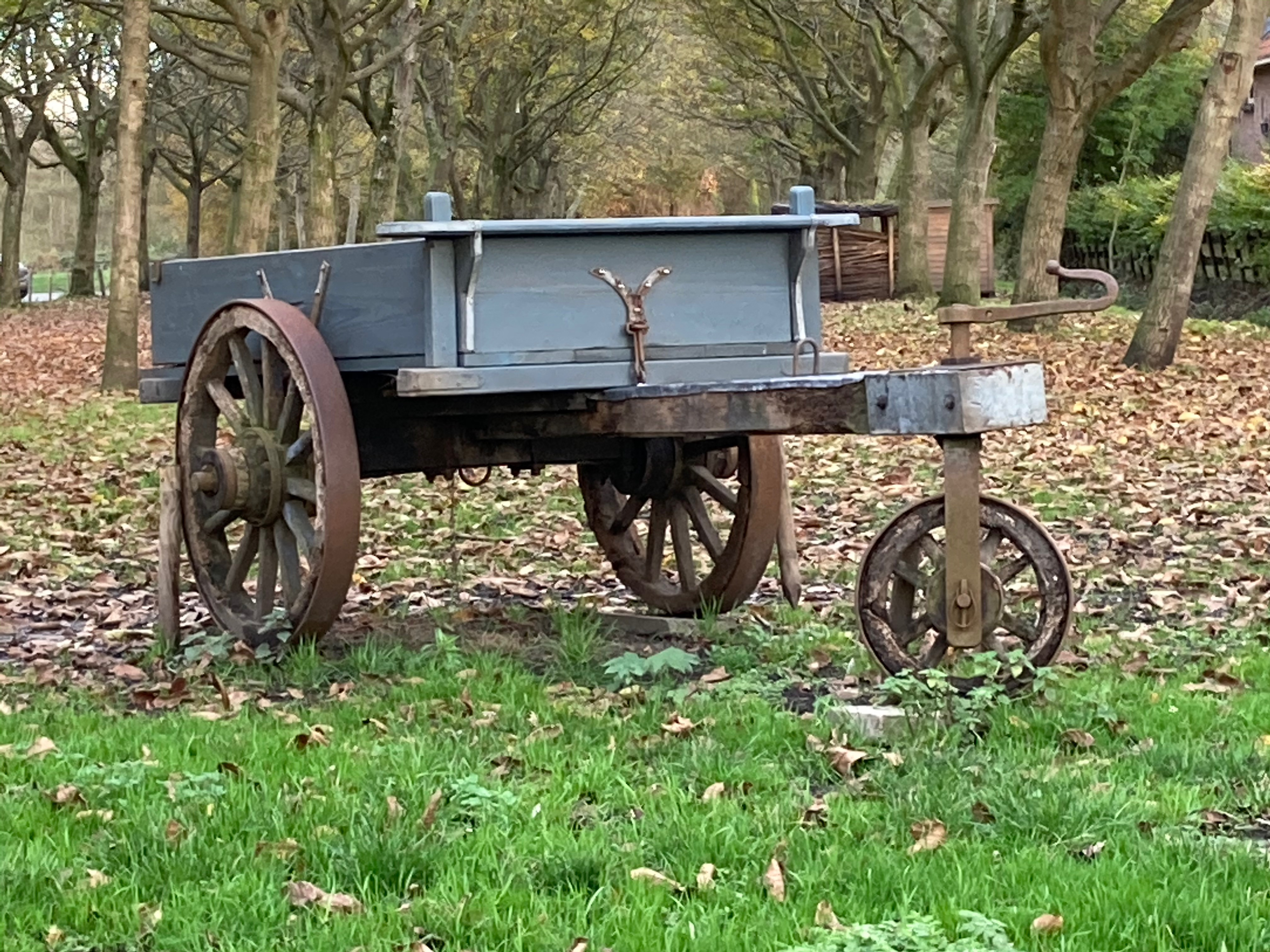
Driewielkar, wipkar, de bak kan achterover gekiept worden om hem te legen

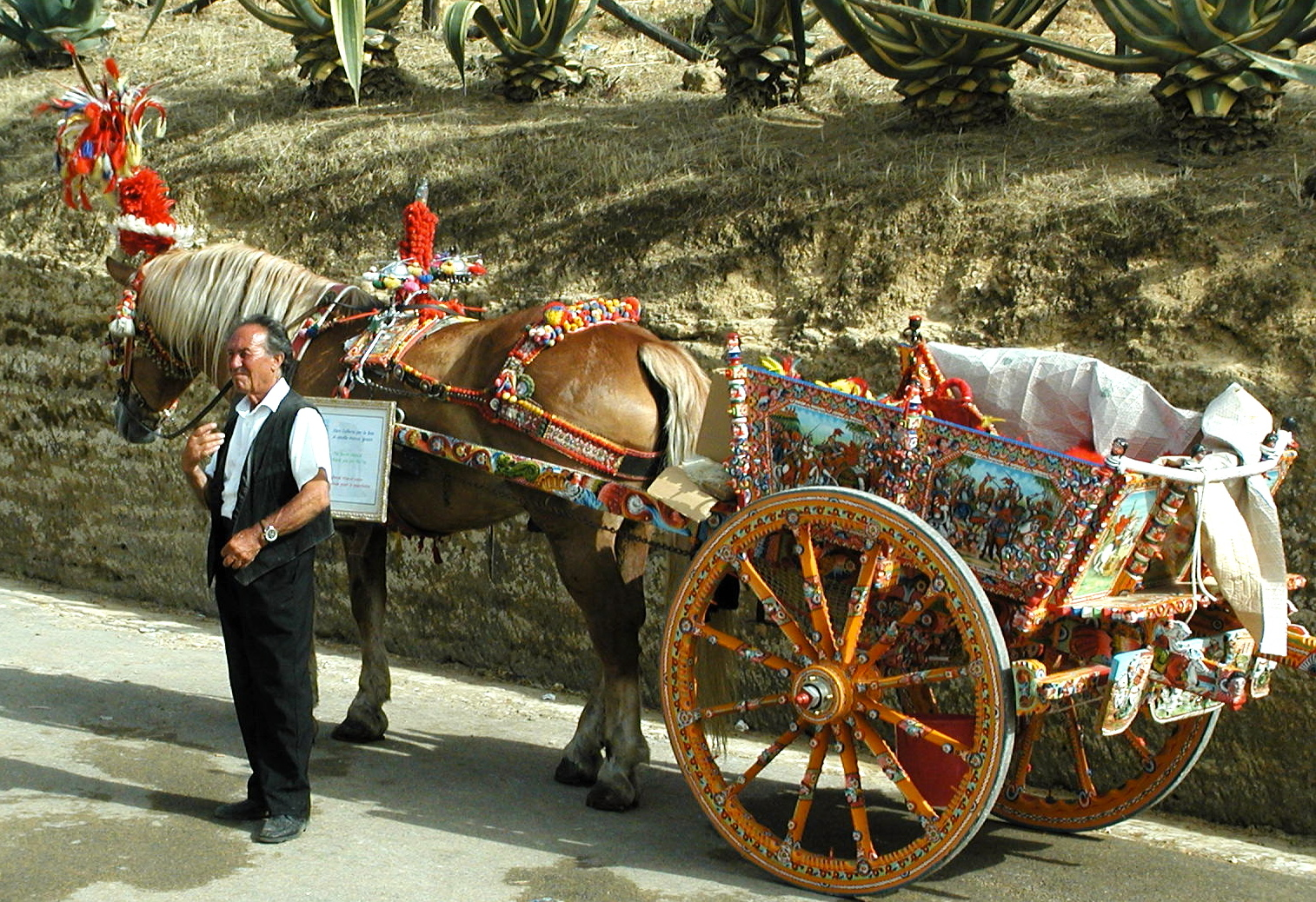
Siciliaanse kar

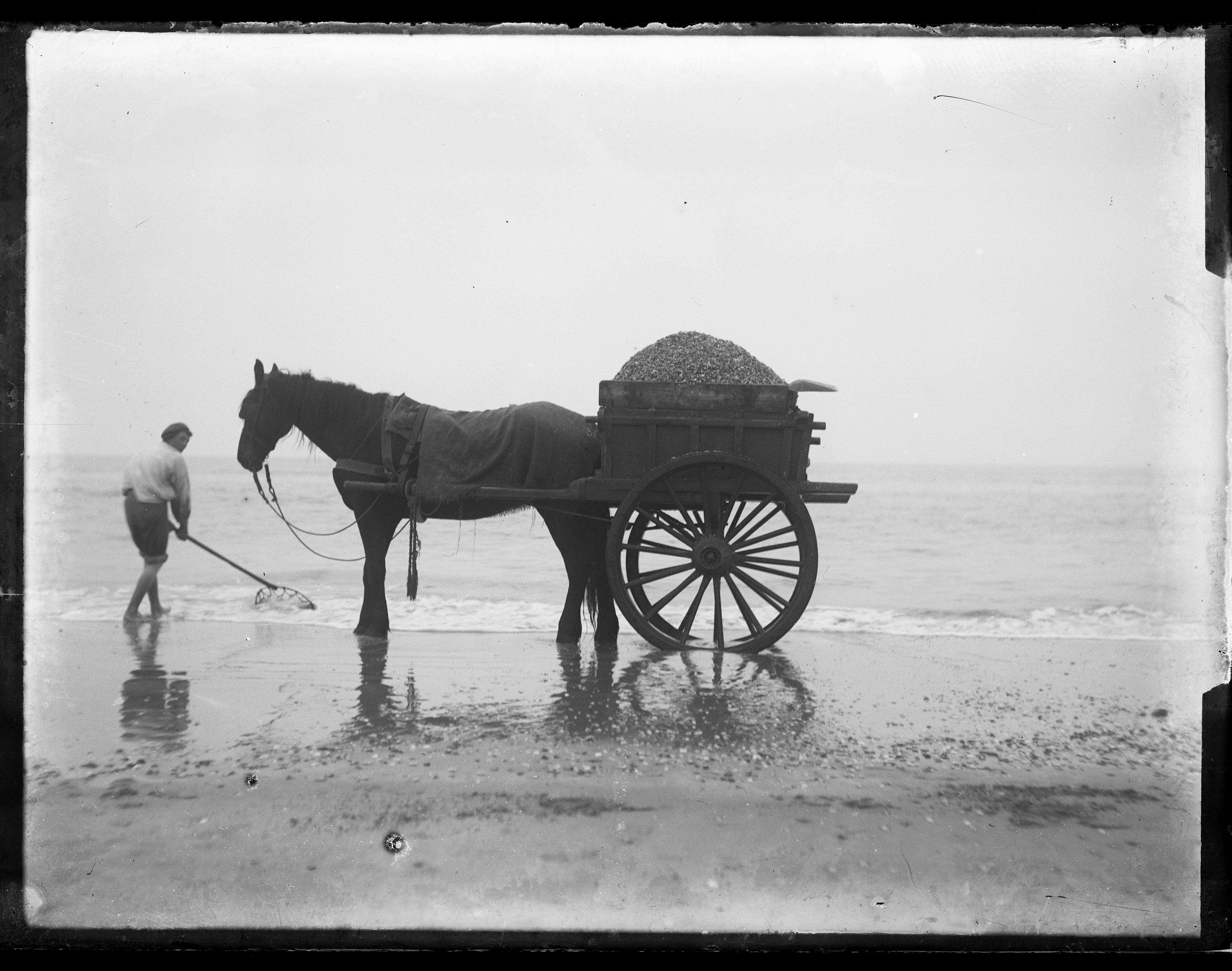
Schelpenkar

Een kar is een vervoermiddel op twee of soms op drie wielen. Een voortgetrokken vervoermiddel op vier wielen, waarvan de voorste twee kunnen sturen, wordt meestal een 'wagen' genoemd. Karren bestaan in alle soorten en maten. Ze worden gebruikt om dingen of personen te vervoeren. Ze kunnen voortbewogen worden door een mens of door trekdieren, bijvoorbeeld paarden, een span ossen of ezels. Een kar wordt tijdens het gebruik door het trekdier in balans gehouden.  

## Geschiedenis
De eerste karren ontstonden al in de prehistorie, maar de wielen daarvan hadden nog geen spaken. Door de eeuwen werden toepassingen ontwikkeld als snelle strijdkarren en stevige boerenkarren. Lichte strijdkarren werden veelal getrokken door meerdere renpaarden naast elkaar. Zwaar beladen boerenkarren werden op moeilijke trajecten zoals zandwegen bespannen met meerdere trekpaarden vóór elkaar in tandem. Er bestonden vele streekgebonden typen en benamingen.
Typische boerenkarren waren stevig gebouwd met een vast gemonteerd lamoen en zonder vering. De meeste werden gebruikt in de 18e, 19e en begin 20e eeuw. Na het doorzetten van de landbouwmechanisatie in West-Europa in het midden van de twintigste eeuw raakten ze meer en meer in onbruik. 

## Verschillende karren
- Aardkar, kiepkar of mestkar (voor zware lading, bijvoorbeeld stalmest uit de potstal)
- Boerenkar, agrarisch werktuig
- Buggy, plezierrijtuig
- Dresseerkar, kar met lage bodem en opstap aan de achterzijde
- Driewielkar, driewielige wipkar
- Fietskar, fietsaanhangwagen
- Handkar, door een persoon voortbewogen kar
- Hondenkar, door een hond voortbewogen kar
- Hoogkar, hoge kar met zeer grote wielen
- Huifkar, overdekte kar
- Mallejan, as met zeer grote wielen voor het transporteren van boomstammen
- Riksja, oorspronkelijk door een drager voortgetrokken taxi, later ook als fietstaxi
- Schelpenkar, strandkar voor schelpenvisserij voor kalkwinning
- Siciliaanse kar, rijk versierde kar voor personenvervoer
- Sjees, rijtuig voor twee personen
- Steekwagen of steekkar (handgereedschap)
- Sulky, lichtgewicht karretje voor de drafsport
- Strijdwagen, Egyptische of Romeinse strijdkar
- Tilbury, geveerd tweewielig luxerijtuig met lange bomen
- Tonneau, klein Frans rijtuig met instap achter[1]

## Afbeeldingen

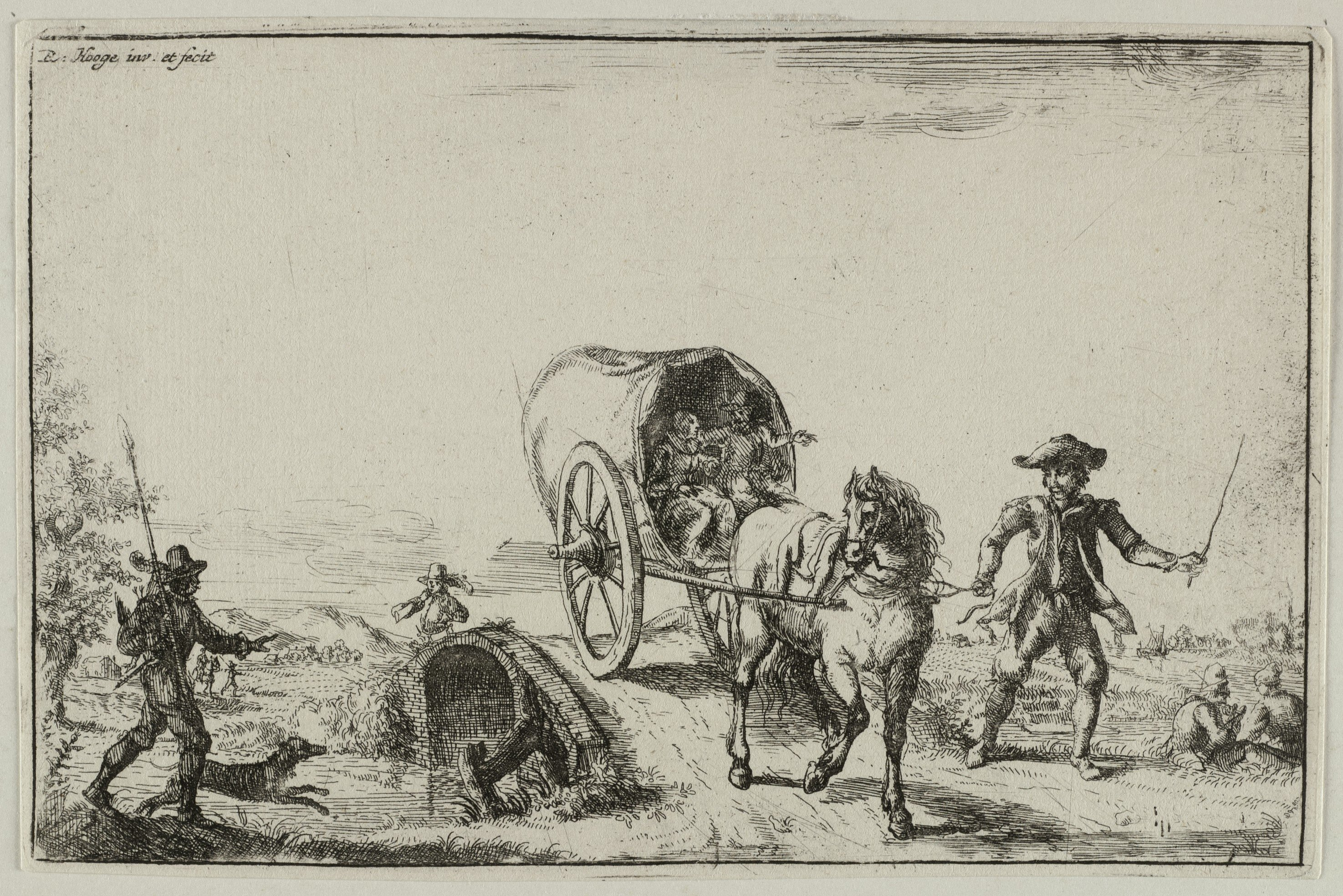
17e-eeuwse huifkar
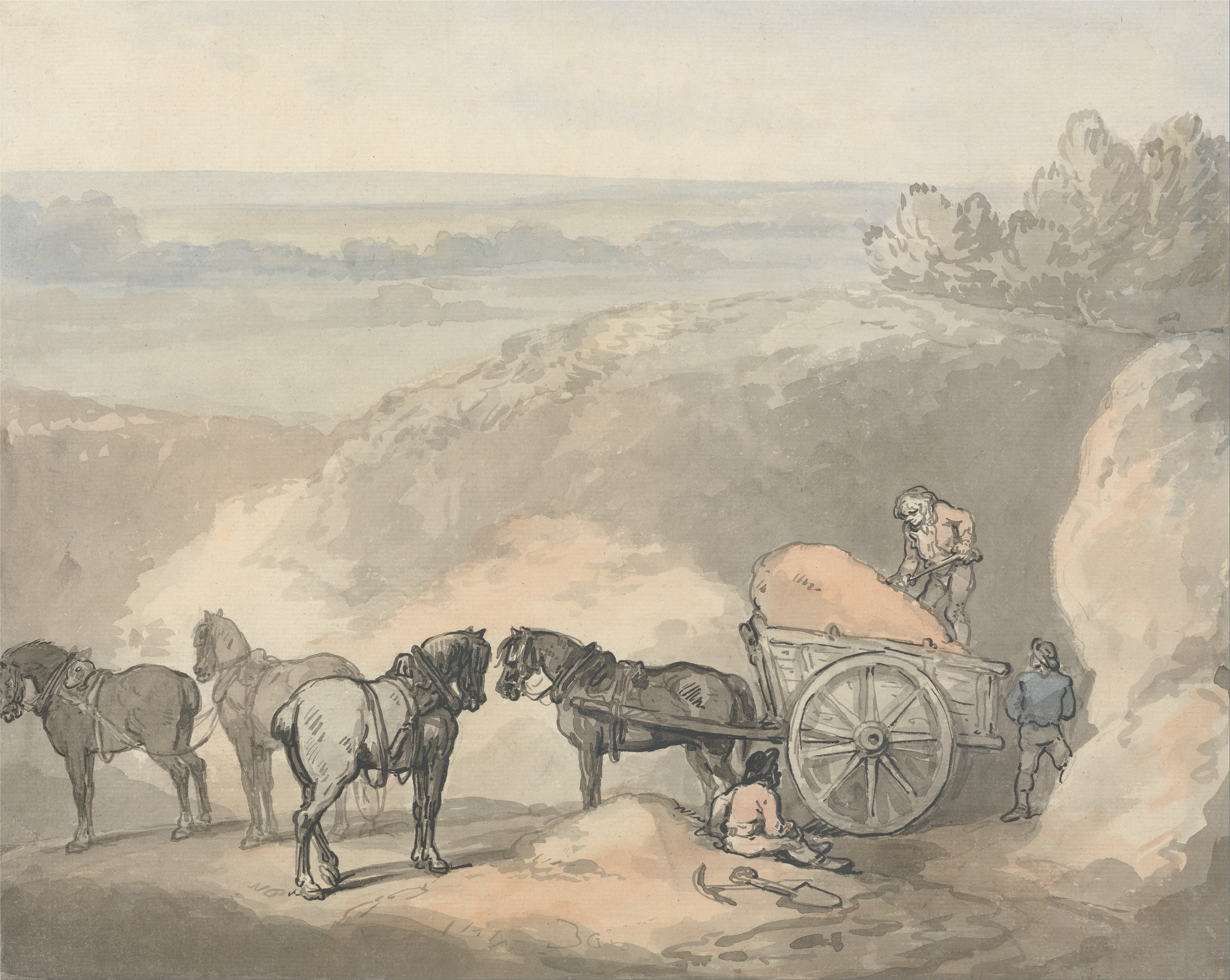
Kar bij een zandgroeve, 18e eeuw
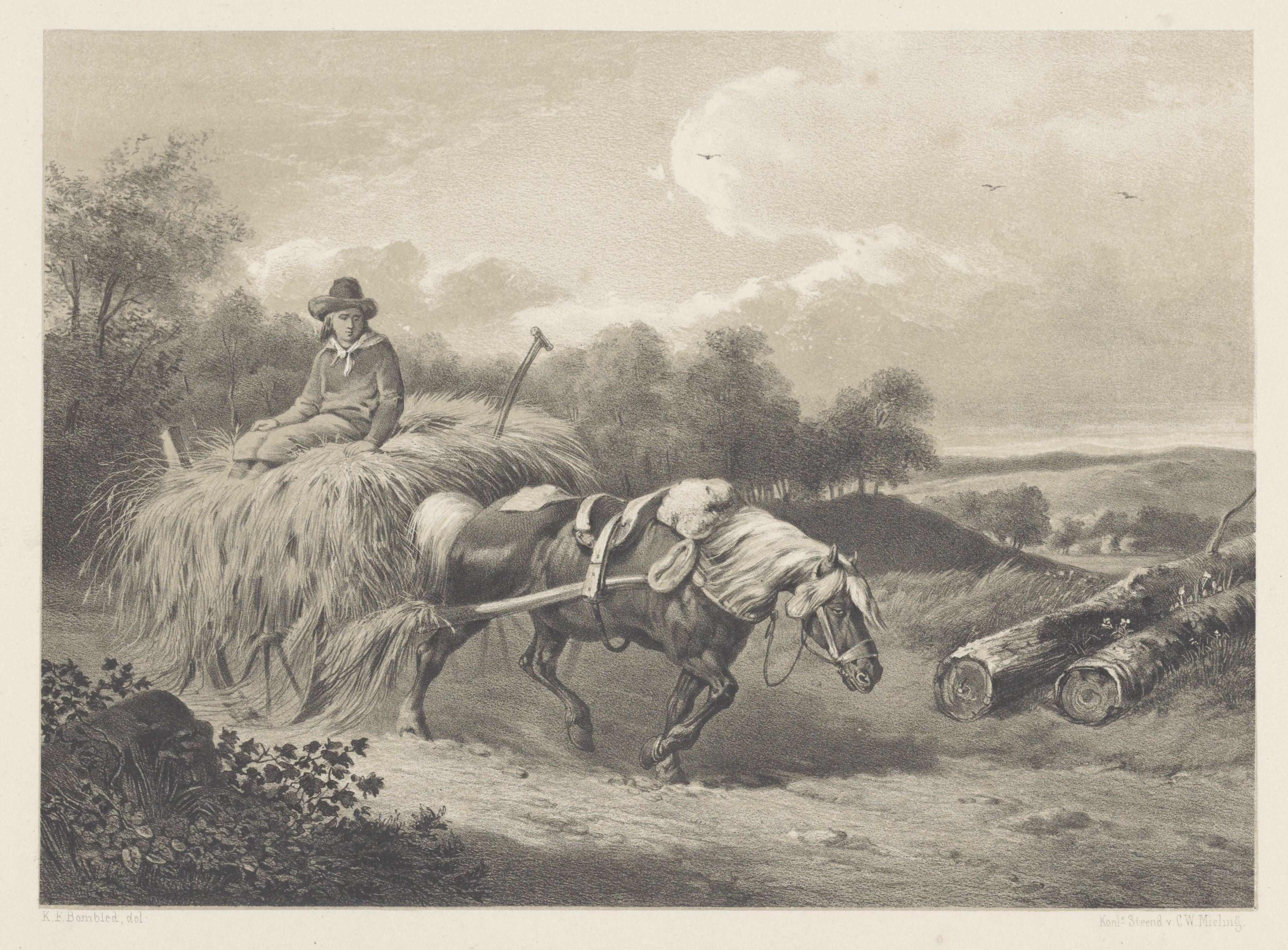
Strokar met paard, 19e eeuw